# Otto Bahr Halvorsen
Otto Bahr Halvorsen (* 28. Mai 1872 in Christiania; † 23. Mai 1923 ebenda) war ein norwegischer Jurist und konservativer Politiker der Høyre. Er war norwegischer Ministerpräsident von 21. Juni 1920 bis 22. Juni 1921 und erneut von 6. März 1923 bis zu seinem Tode am 23. Mai. Außerdem gehörte er ab 1912 mehrfach dem Storting als Abgeordneter an und war von 1919 bis 1924 Präsident der Parlamentskammer. Im Jahr 1923 übte er zudem für kurze Zeit das Amt des Justizministers unter Ministerpräsident Otto Albert Blehr aus.
Halvorsen wurde mit dem Großkreuz des Sankt-Olav-Ordens und dem Dannebrogorden ausgezeichnet.